# موش چینچیلای درختی ماچو پیچو
 موش چینچیلای درختی ماچو پیچو (نام علمی: Cuscomys oblativus) نام یک گونه منقرض‌شده از سرده موش چینچیلای درختی است.